# هانانوگوشو
هانا نو گوشو (به ژاپنی: 花の御所)

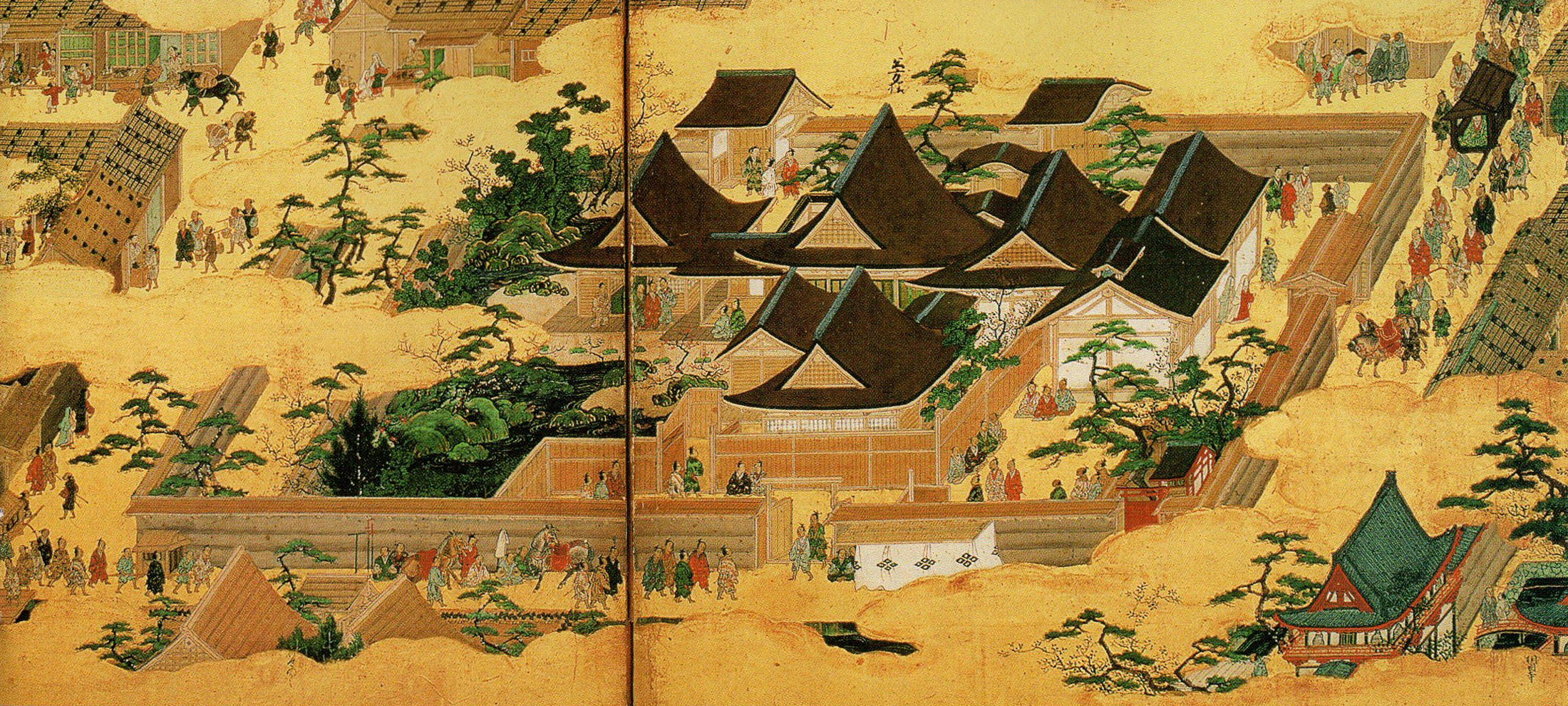
یک تصویر نقاشی شده از قصر

محل اقامت چندین شوگون در زمان شوگون‌سالاری آشی‌کاگا در استان کیوتو، شهر کیوتو بخش کامیگیو، کیوتو بود.
ساخت این قصر از زمان سومین شوگون در سال ۱۳۷۸ آغاز شد و در سال ۱۵۵۹، در زمان سیزدهمین شوگون که محل اقامت به قلعه نیجو منتقل شد متروک شد.